# 채용
채용(採用, recruitment)이란 기업이 필요한 노동력을 외부로부터 종업원으로서의 고용하는 행위를 뜻한다. 일본처럼 종신고용제(終身雇傭制)가 일반화된 경우에는 한 번 고용한 노동력을 쉽게 내보낼 수가 없으므로 채용은 인사관리 중에서 가장 중요한 분야의 하나로 되어 있다. 인력의 채용이란 포어핸드(G. A. Forehand)가 지적한 바와 같이 하나의 도박과 같은 것이어서 과학적인 원칙을 세우기가 매우 어렵다. 일반화된 규정을 따르지 않고 특별히 채용하는 것은 특별채용으로 부른다.

## 원칙
채용의 원칙으로는 다음과 같은 것들이 있다.
1. 직무중심주의 ― 채용 후 배치해야 할 직무에 관해 분석검토를 하여 그 직무를 담당하는 데에 필요한 자격요건을 명확히 해서 요건을 갖춘 자를 채용한다.
2. 기업풍토 적격주의 ― 기업은 하나의 소사회로서 독특한 풍토를 형성하고 있다. 따라서 이러한 기업풍토에 적응할 수 있는 자를 채용하는 것을 중점으로 삼는 원칙을 말한다.
3. 잠재능력주의 ― 앞에서 말한 직무의 자격요건에 적합한 본인의 능력은 채용단계에서는 잠재능력으로서 예측되는 데에 불과하다. 따라서 피채용자의 잠재능력을 정확히 파악하는 것을 중시하는 원칙이 잠재능력주의이다.

## 같이 보기
- 해고
- 노동거래소
- 인적자원관리
- 산업심리학
- 아웃소싱
- 스마트 계약